# کارل گئورگ کریستیان فان اشتات
کارل گئورگ کریستیان فان اشتات (انگلیسی: Karl Georg Christian von Staudt;‏ ۲۴ ژانویه ۱۷۹۸ – ۱ ژوئن ۱۸۶۷) دانشمند در زمینه هندسه اهل آلمان بود. او با استفاده از هندسه ترکیبی بنیانی برای حساب ارائه کرد. او همچنین نشان داد که نشان داد که رابطه‌ای که یک مقطع مخروطی بین قطب و خط قطبی ایجاد می‌کند از خود منحنی بنیادی‌تر است و می‌تواند برای تعریف این منحنی‌ها به شکلی متقارن و برگشتی (به عنوان مکان هندسی نقاطی که روی خط قطبی خودشانند، یا منحنی محاطی خطوطی که از قطب خودشان می‌گذرند) به‌کار رود.